# Instrumento de mural

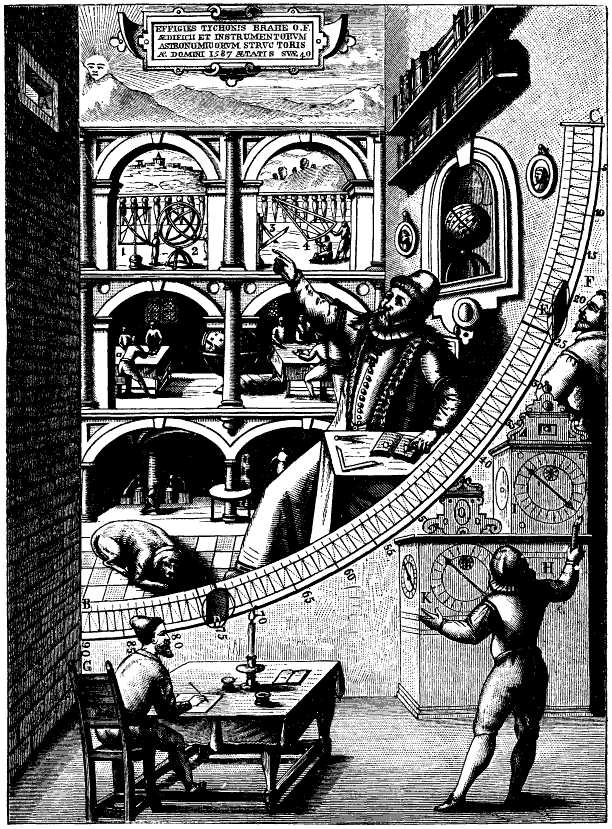
O quadrante de mural de Tycho Brahe

Um instrumento de mural é um aparelho de medição de ângulos montado sobre ou construído dentro de uma parede. Para propósitos astronômicos, estas paredes eram orientadas para que se situassem precisamente em um meridiano. Um instrumento com estas características e que media ângulos de 0 a 90 graus era chamado de quadrante (devido ao seu formato de 1/4 de círculo) de mural. Um instrumento de mural com o formato de 1/6 de círculo media ângulos até 60 graus e era, por sua vez, designado sextante de mural.

## Construção
Muitos destes instrumentos mais antigos foram construídos pela marcação direta sobre as superfícies de uma parede. Os mais recentes foram feitos de uma moldura construída com precisão e montada permanentemente numa parede. O arco é marcado com divisões, quase sempre com graus e frações de grau. Nos instrumentos mais antigos, um indicador está situado no centro do arco. Um observador pode mover um aparelho com um segundo indicador ao longo do arco até que a linha de visão do indicador do aparelho móvel através do indicador no centro do arco se alinhe com o objeto astronômico. O ângulo é então lido, dando a elevação ou a altitude do objeto. Em instrumentos menores, uma alidade poderia ser utilizada. Instrumentos de mural mais modernos usariam um telescópio com uma lente de retícula para observar o objeto.
Muitos quadrantes de mural foram construídos, dando ao observador a habilidade de medir uma faixa de elevação de 90°. Havia também sextantes de mural, que liam 60°.

## Uso
A fim de medir a posição de, por exemplo, uma estrela, o observador necessita de um relógio sideral em acréscimo ao instrumento de mural. Com o tempo sendo medido pelo relógio, uma estrela de interesse é observada com o instrumento até que cruze um indicador mostrando que é o trânsito percorrendo o meridiano. Neste instante, o tempo no relógio é gravado tão bem quanto a elevação angular da estrela. Isto cede a posição às coordenadas do instrumento. Se o arco do instrumento não está marcado relativamente ao equador celestial, então a elevação é corrigida para a diferença, resultando na declinação da estrela. Se o relógio sideral está precisamente sincronizado com as estrelas, o tempo fornece diretamente a ascensão reta.

## Instrumentos de mural famosos

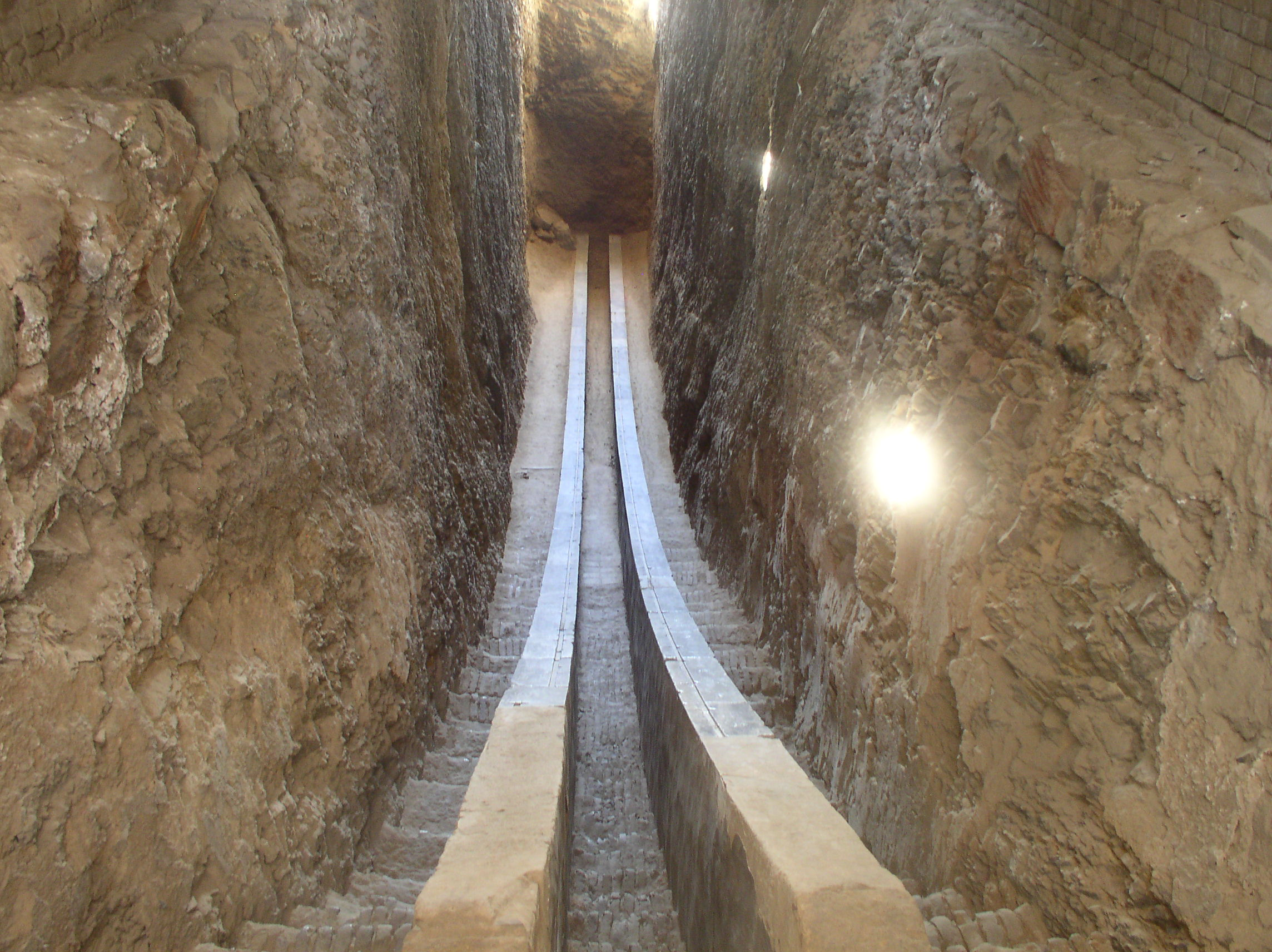
O sextante de mural de Ulugh Beg está construído em Samarcanda, Uzbequistão durante o século XV

- Um sextante de mural foi construído em Rei, Irã, por  Abu Mamude al-Cujandi em 994.[2];
- Ulugh Beg construiu o "Sextante Fakhri" que tinha um raio de 40 metros.[3]  Visto na imagem à direita, o arco foi finamente construído como uma escada em um outro lado para prover acesso para os assistentes que efeturam as medidas;
- O quadrante do mural de Tycho Brahe em Uraniborg em Hven;
- O quadrante de mural no Observatório de Greenwich;
- O quadrante de mural de Ptolemeu em Alexandria. Este instrumento também é referenciado como um plinto.[4]
- A constelação obsoleta Quadrans Muralis representa um quadrante de mural;
- O quadrante de mural no Observatório Mannheimer.[5]  Este é um dos outros instrumentos de John Bird.